# Plopeasa
Plopeasa – wieś w Rumunii, w okręgu Buzău, w gminie Scorțoasa. W 2011 roku liczyła 334 mieszkańców.